# Premier Percussion Limited

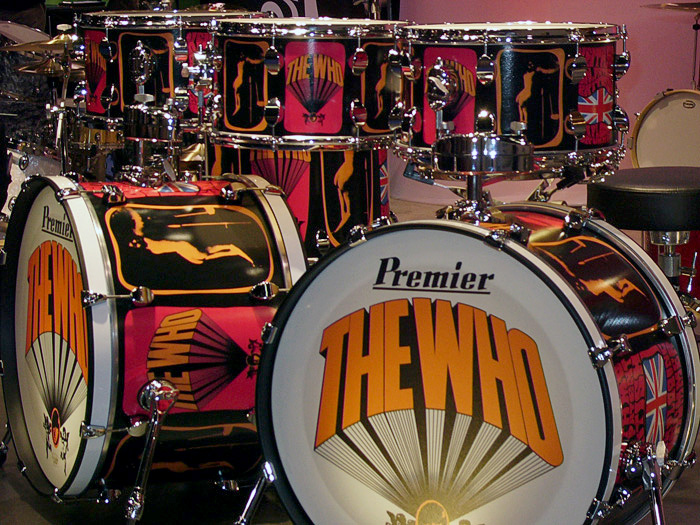
Perkusja firmy Premier. Replika instrumentu należącego do perkusisty zespołu The Who Keitha Moona.

Premier Percussion Limited – brytyjski producent instrumentów perkusyjnych. Firma powstała w 1922 roku pod nazwą Premier Drum Company w Londynie z inicjatywy perkusisty Alberta Della Porta oraz konstruktora George'a Smitha.
Na instrumentach firmy Premier grają m.in. tacy muzycy jak: Nicko McBrain (Iron Maiden), Doane Perry (Jethro Tull), Joe Nunez (Soulfly) oraz Rod Morgenstein (Dixie Dregs).